# Електромагнітний сепаратор ПБСЦ-63/50
Електромагнітний сепаратор ПБСЦ-63/50 — барабанний магнітний сепаратор з верхньою подачею живлення призначений для сухого магнітного збагачення зернистих сильномагнітних руд і знезалізнення немагнітних матеріалів. Напруженість магнітного поля сепаратора регулюється і складає до 104 кА/м. (рис.)

Після встановлення необхідної для розділення напруженості магнітного поля матеріал з бункера 1 за допомогою віброживильника 2 рівномірним потоком подається на обертовий барабан 3, всередині якого знаходиться нерухома магнітна система 4. Немагнітна фракція під дією відцентрових сил скидається у збірник 5, а магнітна — знімається шкребком або щіткою 8 у збірник 6. Для регулювання потоків продуктів служить шибер 7.
Сухою магнітною сепарацією звичайно збагачують зернисті магнетитові і титаномагнетитові руди з крупновкрапленою пустою породою, а також руди рідкісних металів. Метою використання сухої магнітної сепарації є одержання відвальних відходів. Чорновий концентрат сухої магнітної сепарації (промпродукт) направляють на подрібнення і мокру магнітну сепарацію.